# Amerigo del Cavalletto
Amerigo del Cavalletto (... – dopo il 1359) è stato un condottiero e mercenario italiano del XIV secolo.

## Biografia
Di origini ignote, la sua presenza è documentata a partire dalla seconda metà del XIV secolo, come venturiero della banda capitanata da Fra Moriale. Questi, nel 1352, rifondò la Grande Compagnia, nominò il Cavalletto come uno dei suoi quattro segretari, assieme al tedesco Corrado di Landau detto il Conte Lando, al fratello di questi Broccardo, e ad un cavaliere di nome Fenzo.
Nel 1352-53, guerreggiò al seguito della compagnia del Moriale nei territori della Marca Anconitana soggetti al dominio dei Malatesta. Morto il Moriale nel 1354, decapitato a Roma, il comando della Grande Compagnia passò al Conte Lando, che seguì nelle guerre in Emilia-Romagna, in Lombardia e nel Regno di Napoli. Quattro anni più tardi, nel 1358, assieme a Broccardo di Landau, ebbe affidato il comando della Grande Compagnia dal medesimo Conte Lando, mentre si trovava in Germania, che poteva contare su un contingente formato da 3.500 barbute. In quell'anno, fu comandante di una delle tre schiere in cui venne suddivisa la Grande Compagnia, che fece guerra contro la Repubblica di Firenze, dalla quale subì le disfatte delle Scalelle e di Campo delle Mosche. In questo conflitto, fece prigionieri due ambasciatori fiorentini, ma arroccatosi con la sua brigata a Decumano, assediata dagli abitanti locali, riuscì a fuggire e a rifugiarsi a Imola.
Dopo il conflitto contro i Fiorentini, sul finire del 1359, assieme alla sua brigata fu assoldato da Francesco Ordelaffi, signore di Forlì, per 25.000 fiorini e combattere contro i Pontifici.